# Mszaniec (obwód wołyński)
Mszaniec (ukr. Мшане́ць) – wieś na Ukrainie w rejonie kowelskim, w obwodzie wołyńskim. W II Rzeczypospolitej miejscowość wchodziła w skład gminy wiejskiej Hołowno w powiecie lubomelskim województwa wołyńskiego. Do II wojny światowej w pobliżu miejscowości znajdowała się niewielka wieś Jazowica oraz chutor Bilewo.
Do 2020 w rejonie lubomelskim.